# Claude du Pasquier
Claude du Pasquier (Havre, 2 de abril de 1886 - 23 de janeiro de 1953) foi um juiz e jurista Suíço. 

## Formação Acadêmica
Claude du Pasquier nasceu no dia 2 de abril de 1886 em Havre, filho de Maurice du Pasquier e Zoé de Reynier. Estudou direito na Universidade de Lausanne. Obteve seu doutorado em 1909 e passou o exame da ordem em 1912.
Foi professor de direito commercial na Escola Superior de Comércio de Neuchâtel de 1911 a 1923. Foi privatdozent de 1916 a 1923 e depois professor ordinário de introdução aos estudos jurídicos (1923 - 1953) na Universidade de Neuchâtel e professor de filosofia do direito na Universidade de Genebra (1947 - 1953).  

## Carreira
Foi oficial de justiça do Tribunal Cantonal de Neuchâtel de 1912 a 1919 e Presidente do Tribunal de Boudry de 1919 a 1925 antes de se tornar Juiz do Tribunal Cantonal de Neuchâtel de 1925 a 1940 (onde foi Presidente de 1931 a 1940). Foi juiz informador federal em 1932, e juiz suplente de 1949 a 1953. 
Foi um deputado liberal no Grande Conselho de Neuchâtel de 1922 a 25 e depois de 1937 a 1941. Foi membro de diversos comitês e associações, como a Cruz Vermelha, o Conselho Nacional de Pesquisas, Instituto de Nauchâtel, Comissão dos XIV Pela Fusão das Igrejas Reformadas de Neuchâtel. Foi Oficial do Estado-Maior de 1917 a 1939, comandante da 4a Brigada de Infantaria de 1934 a 1937, da 3a Brigada de Fronteira, e da 12a divisão de 1941 a 1946.

## Obras Publicadas
É frequentemente atribuída a Claude du Pasquier a teoria conhecida como “Círculos Secantes” no contexto da questão sobre o papel da moralidade como fonte de direito. Segundo Du Pasquier, “Direito e Moral coexistem, não se separam, pois há um campo de competência comum onde há regras com qualidade jurídica e que têm caráter moral. Toda norma jurídica tem conteúdo moral, mas nem todo conteúdo moral tem conteúdo jurídico”. Sua teoria é hoje uma das três mais amplamente debatidas sobre o assunto, junta com as teorias dos círculos concêntricos (mínimo ético), de J. Bentham e G. Jellinek, e dos círculos independentes de Hans Kelsen. Outras de suas publicações são:
- Introduction à la théorie générale et à la philosophie du droit
- Idée de droit, catholicisme, protestantisme
- Les lacunes de la loi et la jurisprudence du Tribunal fédéral suisse sur l'art. 1er CCS
- Valeur et nature de l'enseignement juridique
- Recueil de travaux offert par la Faculté de droit de l'Université de Neuchâtel à la Société suisse des juristes à l'occasion de sa réunion à Neuchâtel, 15-17 septembre 1929
- Essai sur la nature juridique du faux en écriture
- "Les plaideurs" de Racine et l'éloquence judiciaire sous Louis XIV
- Modernisme judiciaire et jurisprudence suisse by Claude Du Pasquier
- Recueil de travaux offert à la Société suisse des juristes à l'occasion de sa 80ème Assemblée générale